# コパ・マステル・デ・スーペルコパ
コパ・マステル・デ・スーペルコパ（西: Copa Master de Supercopa）は、かつて南米サッカー連盟（CONMEBOL）の主催により行われていた、クラブチームによるサッカーの国際大会である。スーペルコパ・スダメリカーナの歴代優勝クラブが参加した。

## 概要
1992年大会にはスーペルコパ・スダメリカーナの1988年から1991年大会までの優勝クラブ4チーム（ラシン・クルブ、ボカ・ジュニアーズ、オリンピア、クルゼイロ）が出場した。
1994年大会は翌1995年3月に開催され、クルゼイロとオリンピアの2チームのみが参加し、2試合の合計で優勝クラブを決定した。
1998年大会は過去のスーペルコパ・スダメリカーナのすべての優勝クラブ（8チーム）が参加してFIFAワールドカップ・フランス大会の直前に開催される予定だったが、スポンサーが見つからないため延期され、結局開催されなかった。

## 結果
| 年度 | 優勝               | 結果        | 準優勝     | 会場                                                                          |
| ---- | ------------------ | ----------- | ---------- | ----------------------------------------------------------------------------- |
| 1992 | ボカ・ジュニアーズ | 2 - 1       | クルゼイロ | ホセ・アマルフィターニ（ブエノスアイレス）                                    |
| 1995 | クルゼイロ         | 0 - 0 1 - 0 | オリンピア | ディフェンソーレス・デル・チャコ（アスンシオン） ミネイロン（ベロオリゾンテ） |

## 統計

### クラブ別成績
| クラブ名           | 優 | 準 | 優勝年度 | 準優勝年度 |
| ------------------ | -- | -- | -------- | ---------- |
| クルゼイロ         | 1  | 1  | 1995     | 1992       |
| ボカ・ジュニアーズ | 1  | 0  | 1992     |            |
| オリンピア         | 0  | 1  |          | 1995       |

### クラブ所在国別成績
| 国名         | 優 | 準 |
| ------------ | -- | -- |
| ブラジル     | 1  | 1  |
| アルゼンチン | 1  | 0  |
| パラグアイ   | 0  | 1  |